# Майнцский вокзал
Майнцский вокзал, (ранее нем. Centralbahnhof Mainz) — железнодорожный вокзал в городе Майнц в Германии в земле Рейнланд-Пфальц. Им пользуется приблизительно 80 000 туристов и местных жителей каждый день, в связи с чем Майнцский вокзал может считаться самой загруженной станцией в земле Рейнланд-Пфальц. На станции в пробном режиме используется схема видеонаблюдения с возможностью автоматического распознавания лица.

## Загруженность
Станция обслуживает около восьмидесяти тысяч туристов каждый день. Майнцский вокзал ежедневно принимает около 440 пригородных поездов и 78 поездов дальнего следования.